# Gompholobium polyzygum
Gompholobium polyzygum är en ärtväxtart som beskrevs av Ferdinand von Mueller. Gompholobium polyzygum ingår i släktet Gompholobium och familjen ärtväxter. IUCN kategoriserar arten globalt som livskraftig. Inga underarter finns listade i Catalogue of Life.